# Ториде
Ториде (јап. 取手市) град је у Јапану у префектури Ибараки. Према попису становништва из 2005. у граду је живело 111.327 становника.

## Становништво
Према подацима са пописа, у граду је 2005. године живело 111.327 становника.
| 1995.   | 2000.   | 2005.   |
| ------- | ------- | ------- |
| 118.282 | 115.993 | 111.327 |